# Акжарик
Акжари́к (каз. Ақжарық) — село у складі Актогайського району Карагандинської області Казахстану. Адміністративний центр та єдиний населений пункт Кизиларайського сільського округу.
Населення — 438 осіб (2021; 696 у 2009, 959 у 1999, 953 у 1989).
Національний склад станом на 1989 рік:
- казахи — 100 %.